# 2016年夏季奧林匹克運動會舉重比賽
2016年夏季奧林匹克運動會舉重比賽於2016年8月6日至16日在里約中心6號館舉行。總有260名運動員（156男性和104名女性），依照各自的體重在不同量級中出賽。

## 賽前爆發的禁藥醜聞
2016年6月，IWF公布過去兩屆奧運有12名獎牌得主涉及使用禁藥，不僅當事人面臨禁賽、追回獎牌的處分，保加利亞、哈薩克、俄羅斯、亞塞拜然隊甚至可能無緣本屆奧運。
同時本屆奧運，保加利亞因為禁藥陽性反應事件達11起而不得參與（一個代表團一年之內只容許2起禁藥事件），而俄羅斯雖然只有2例陽性反應，但是因為涉及了117起掩飾該項運動的禁藥事件，甚至4名選手名字出現在反禁藥報告中，也在2016年7月29日宣布不得參與，並說明對於這個結果「極度震驚與失望」並稱俄羅斯使舉重運動蒙羞，因此做出這個決定來維護舉重運動的名譽。

## 獎牌榜
| 排名                 | 代表团               | 金牌 | 銀牌 | 銅牌 | 总计 |
| -------------------- | -------------------- | ---- | ---- | ---- | ---- |
| 1                    | 中国                 | 5    | 2    | 0    | 7    |
| 2                    | 泰国                 | 2    | 1    | 1    | 4    |
| 3                    | 伊朗                 | 2    | 0    | 0    | 2    |
| 4                    | 朝鲜                 | 1    | 3    | 0    | 4    |
| 5                    | 哥伦比亚             | 1    | 0    | 1    | 2    |
| 5                    |                      | 1    | 0    | 1    | 2    |
| 5                    | 中华台北             | 1    | 0    | 1    | 2    |
| 8                    |                      | 1    | 0    | 0    | 1    |
| 9                    | 亚美尼亚             | 0    | 2    | 0    | 2    |
| 9                    | 白俄罗斯             | 0    | 2    | 0    | 2    |
| 9                    | 印度尼西亚           | 0    | 2    | 0    | 2    |
| 12                   |                      | 0    | 1    | 4    | 5    |
| 13                   | 菲律宾               | 0    | 1    | 0    | 1    |
| 13                   | 土耳其               | 0    | 1    | 0    | 1    |
| 15                   | 埃及                 | 0    | 0    | 2    | 2    |
| 16                   | 西班牙               | 0    | 0    | 1    | 1    |
| 16                   | 日本                 | 0    | 0    | 1    | 1    |
| 16                   | 韩国                 | 0    | 0    | 1    | 1    |
| 16                   | 立陶宛               | 0    | 0    | 1    | 1    |
| 16                   | 美国                 | 0    | 0    | 1    | 1    |
| 总计（共20个代表团） | 总计（共20个代表团） | 14   | 15   | 15   | 44   |

## 獎牌得主

### 男子
| 项目                   | 金牌                               | 银牌                                 | 铜牌                                     |
| 56公斤级 （詳細）      | 龙清泉 · 中国（CHN）               | 严润哲 · 朝鲜（PRK）                 | 信佩·圭通 · 泰国（THA）                  |
| 62公斤级 （詳細）      | 奥斯卡·菲格罗亚 · 哥伦比亚（COL）  | 埃科·尤利·伊拉万 · 印度尼西亚（INA） | 法尔哈德·哈尔基 · （KAZ）                |
| 69公斤级 （詳細）      | 石智勇 · 中国（CHN）               | 達尼亞·伊斯馬伊洛夫 · 土耳其（TUR）  | 路易斯·哈维尔·莫斯克拉 · 哥伦比亚（COL） |
| 77公斤级 （詳細）      | 空缺                               | 吕小军 · 中国（CHN）                 | 穆罕默德·埃哈卜 · 埃及（EGY）            |
| 85公斤级 （詳細）      | 基亚努什·罗斯塔米 · 伊朗（IRI） WR | 田涛 · 中国（CHN）                   | Denis Ulanov · （KAZ）                   |
| 94公斤级 （詳細）      | 索赫拉卜·莫拉迪 · 伊朗（IRI）      | 瓦季姆·斯特拉尔楚 · 白俄罗斯（BLR）  | 奥里马斯·迪季巴利斯 · 立陶宛（LTU）      |
| 105公斤级 （詳細）     | 鲁斯兰·努鲁丁诺夫 · （UZB）        | 西蒙·马尔季罗相 · 亚美尼亚（ARM）    | 亚历山大·扎伊契科夫 · （KAZ）            |
| 105公斤以上级 （詳細） | 拉沙·塔拉哈泽 · （GEO） WR、OR     | 戈尔·米纳相 · 亚美尼亚（ARM）        | 伊拉克利·图尔马尼泽 · （GEO）            |

### 女子
| 项目                  | 金牌                          | 银牌                                           | 铜牌                          |
| 48公斤级 （詳細）     | 梭披达·塔那讪 · 泰国（THA）   | 斯丽·瓦希尤尼·阿古斯蒂亚尼 · 印度尼西亚（INA） | 三宅宏实 · 日本（JPN）        |
| 53公斤级 （詳細）     | 许淑净 · 中华台北（TPE）      | 海迪琳·迪亚兹 · 菲律宾（PHI）                  | 尹真熙 · 韩国（KOR）          |
| 58公斤级 （詳細）     | 素甘亚·斯里素拉 · 泰国（THA） | 平西里·西里胶 · 泰国（THA）                    | 郭婞淳 · 中华台北（TPE）      |
| 63公斤级 （詳細）     | 邓薇 · 中国（CHN） WR、OR     | 崔孝心 · 朝鲜（PRK）                           | 卡林娜·戈里切娃 · （KAZ）     |
| 69公斤级 （詳細）     | 向艳梅 · 中国（CHN）          | 扎齐拉·扎帕库尔 · （KAZ）                      | 萨拉·艾哈迈德 · 埃及（EGY）   |
| 75公斤级 （詳細）     | 林貞心 · 朝鲜（PRK）          | 达里娅·瑙马娃 · 白俄罗斯（BLR）                | 莉迪娅·巴伦廷 · 西班牙（ESP） |
| 75公斤以上级 （詳細） | 孟苏平 · 中国（CHN）          | 金国香 · 朝鲜（PRK）                           | 萨拉·罗布尔斯 · 美国（USA）   |